# Omar Sharif
Omar Sharif (arabisk: عمر الشريف; født som Michel Demitri Chalhoub den 10. april 1932 i Alexandria, død 10. juli 2015 i Kairo) var en egyptisk skuespiller. Hans antagne efternavn Sharif betyder "nobel" på arabisk. Han optrådte i mange film i Egypten, Hollywood og Europa, blandt andre Lawrence af Arabien og Doktor Zhivago.
Sharif var også tidligere en berømt bridgespiller og skrev flere bøger om emnet, men han trak sig tilbage før sin død.
I 2004 modtog han en César for sin medvirken i filmen Monsieur Ibrahim et les fleurs du Coran.

## Udvalgte film
- Sira' Fi al-Wadi (1954, instrueret af Youssef Chahine)
- Lawrence af Arabien (1962, hans første engelsktalende rolle)
- Doktor Zhivago (1965)
- The Night of the Generals (1967)
- Funny Girl (1968)
- Den lyserøde panter slår igen (1976)
- Monsieur Ibrahim et les fleurs du Coran (2003)
- Den Sidste Tempelridder (2008-2009)